# 刘汉案
刘汉案，亦称刘汉涉黑集团案，是刘汉、刘维等36人集团涉嫌组织、领导、参加黑社会组织、故意杀人、包庇、纵容黑社会组织等案，该集团36人于2014年2月20日被湖北省咸宁市人民检察院向湖北省咸宁市中级人民法院提起公诉，涉及罪名达15项之多。自1990年代开始至2000年代，该集团共制造9条命案，曾长期逍遥法外。
刘汉、刘维案于2014年5月23日一审宣判死刑，判决书暂时未公布。
2014年7月14日，湖北省高级人民法院公开开庭审理刘汉等上诉案。2014年8月7日，湖北省高级人民法院二审宣判，维持一审对刘汉、刘维的死刑判决。
2015年2月9日，经最高人民法院核准，咸宁市中级人民法院依法对罪犯刘汉、刘维、唐先兵、张东华、田先伟执行死刑。

## 案情
2012年4月，中国公安部将该案指定给湖北省侦办。负责此案的公安民警辗转川、京、粤等10余个省市，追缴3枚军用手榴弹、各种枪支20支、677发子弹、2163发钢珠弹，汉龙集团和其关联公司以及刘汉等人名下的巨额资产被依法扣押、查封、冻结，搜集到刘汉、刘维组织、领导黑社会组织犯罪和唆使杀人等主要犯罪证据。
咸宁检方指控被告人刘汉36人集团自1993年以来无视中国相关法律，悍然组织、领导、参加黑社会组织，以攫取巨额经济利益为目的，实施违法犯罪活动，在四川省广汉、什邡、绵阳等地的部分行业内形成非法控制和广泛恶劣影响，严重扰乱经济和社会生活秩序，破坏社会治安。其中，故意伤害2起致2人丧命、故意杀人5起致6人丧命、非法拘禁1起致1人丧命。此外，被告人还极力拉拢腐蚀中国公务员系统以寻求保护，并达到巩固和扩张其社会影响力的目的。

## 被告人被控罪名
- 组织、领导、参加黑社会性质组织罪
- 故意杀人罪
- 故意伤害罪
- 非法拘禁罪
- 非法买卖枪支罪
- 非法持有枪支弹药罪
- 非法经营罪
- 妨害公务罪
- 故意毁坏财物罪
- 寻衅滋事罪
- 敲诈勒索罪
- 开设赌场罪
- 串通投标罪
- 窝藏罪
- 骗取贷款、票据承兑、金融票证罪